# Komara
Komara  este un oraș în Grecia în Prefectura Evros.